# Franciszek Białas
Franciszek Białas, pseudonimy: „Góralczyk”, „Michniewski”, „Nieniewski” (ur. 8 marca 1900 w Wysokiej koło Zawiercia, zm. 12 lutego 1970 w Londynie) – polski działacz socjalistyczny i związkowy, członek PPS. Uczestnik I powstania śląskiego w 1919. 1927–1937 sekretarz Zarządu Głównego Związku Zawodowego Pracowników Kas Chorych i Instytucji Użyteczności Publicznej, 1932–1937 członek Komisji Centralnej Związków Zawodowych. Podczas okupacji z ramienia PPS-WRN od 1943, przewodniczący Społecznego Komitetu Antykomunistycznego i od 1944 dyrektor Departamentu Pracy i Opieki Społecznej Delegatury Rządu na Kraj.
Po zakończeniu wojny pozostał w konspiracji, w 1946 emigrował. Współtwórca, wraz z Zygmuntem Zarembą, ośrodka zagranicznego PPS w Paryżu oraz wraz z działaczami londyńskimi Komitetu Zagranicznego PPS. 1950–1954 członek Rady Politycznej PPS.

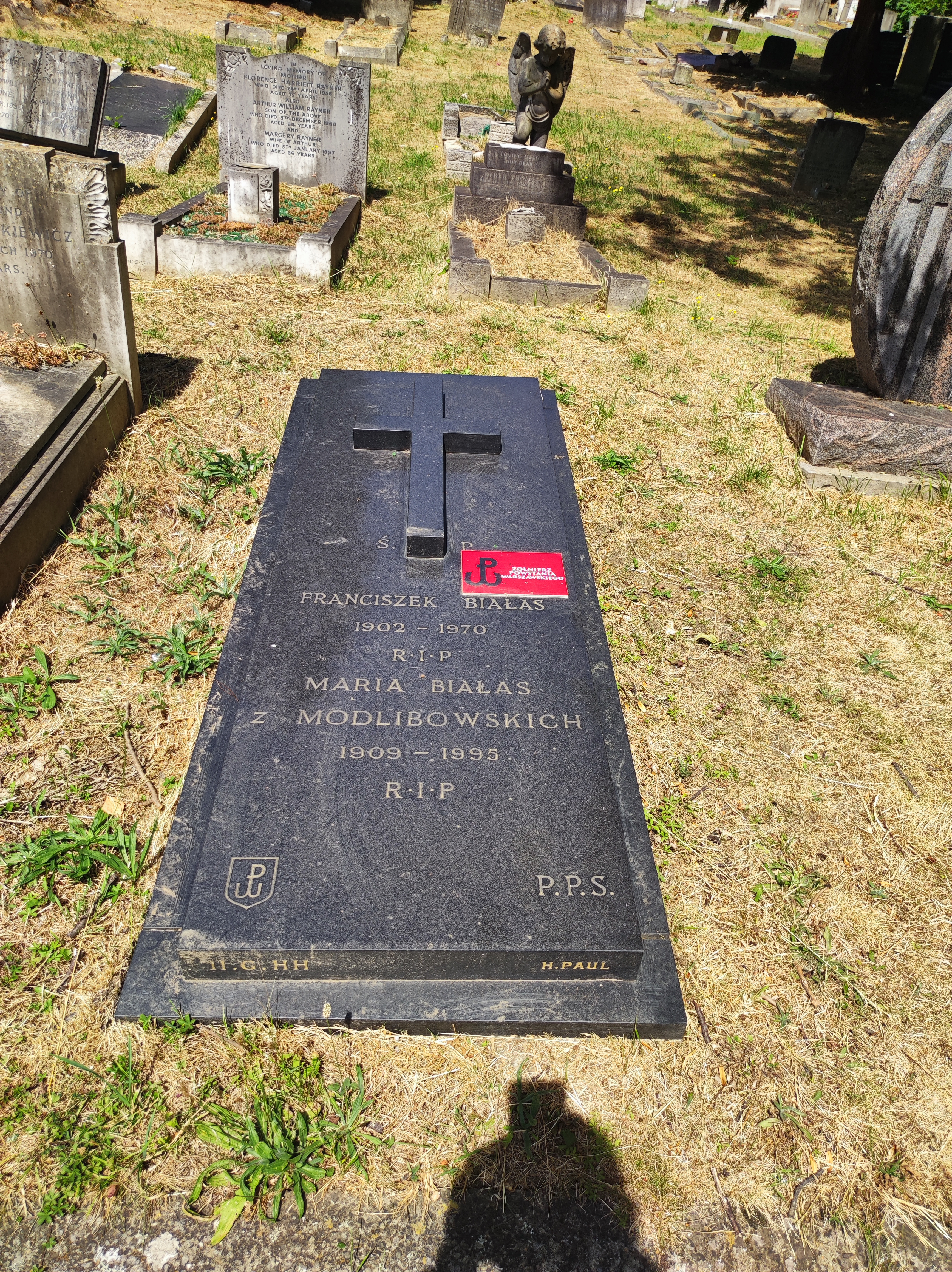
Grób Franciszka Białasa

Zmarł 12 lutego 1970 roku. Został pochowany na South Ealing Cemetery (11GHH).